# Узкоколейные железные дороги Восточной Пруссии

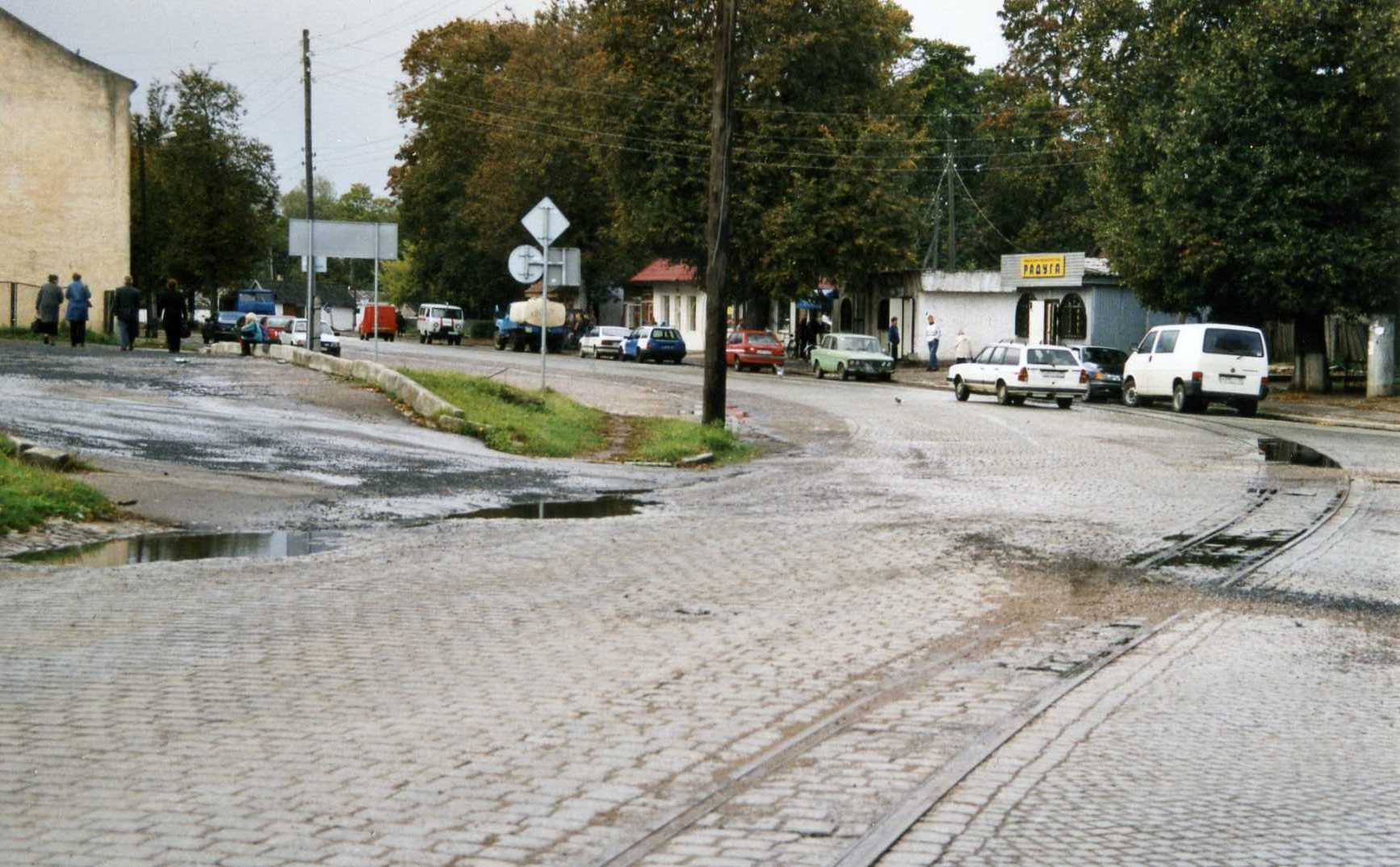
Остатки УЖД в Большаково в 2003 году

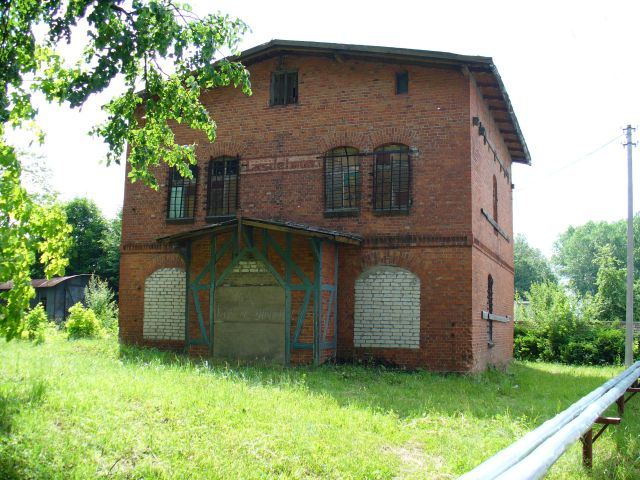
Бывший вокзал узкоколейной железной дороги в Краснознаменске

Узкоколейные железные дороги Восточной Пруссии — сеть малых узкоколейных линий с (шириной колеи 750 мм), которая дополняла сеть железных дорог стандартной ширины.

## История
Периодом наиболее бурного железнодорожного строительства в Восточной Пруссии, особенно её северной части, стала вторая половина XIX — начало XX века. В эти годы в регионе была создана основа железнодорожных сообщений между наиболее крупными городами провинции (на севере — Кёнигсберг (ныне Калининград), Инстербург (ныне Черняховск), Тильзит (ныне Советск)) с выходами к морю и в приграничные районы. На линиях использовалась стандартная европейская колея шириной 1435 мм.
В начале XX века была создана сеть узкоколейных линий. Она связала Кёнигсберг и райцентры с сельскими населёнными пунктами. Узкоколейки имели остановки почти у каждой деревни, на перекрёстках сельских дорог, на главных просеках лесничеств. Максимальные расстояния между станциями не превышали 0,5-1 км. Первая узкоколейная дорога, соединившая Кёнигсберг с Куршским заливом Шааксвитте (ныне Каширское), была построена в 1899—1900 годы.
Дорога от Тильзита на Виешвиле и Смалининкай была задумана в 1872 году. В ней были заинтересованы в первую очередь земледельцы и лесничества. Управляющий округом Рагайне граф фон Ламсдорф сперва был несогласен с этим проектом. С его точки зрения «для дикого, обросшего лесом края» железная дорога была излишеством. Тем не менее после долгих дебатов работы начались. Маршрут УЖД прошёл по старой почтовой дороге с небольшими отклонениями.
В Виешвиле были две станции: западная и восточная — и ветка к лесопилке длиной 1,5-2 км. Для ремонта паровозов, локомотивов и вагонов в Смалининкай был оборудован ремонтный пункт.
Узкоколейка принадлежала Инстербургскому железнодорожному обществу (Insterburger Kleinbahnen, IKB) и была открыта 12 августа 1902 года. Её длина была 58 км. Поездка длилась 2,5 часа. В 1907 году, когда был построен мост королевы Луизы в Тильзите, была проложена электрифицированная узкоколейка Тильзит (базар)—Микитай. Поездка по ней занимала всего 30 минут, что было очень удобно для жителей Тильзита и восточного Мемеля (ныне Клайпеда). Два поезда, состоящие из вагонов II и III классов, ходили по этой ветке со скоростью 15 км/ч. На базаре в Тильзите можно было пересесть на городские трамваи.
В 1908 году УЖД получила дизельэлектровоз, который мог тянуть поезда со скоростью 32 км/ч, в то время как паровоз разгонялся только до 25 км/ч. Ветка на Пагегяй открыта первого мая 1914 года.
Холодные и снежные зимы доставляли сотрудникам УЖД немало хлопот. Снегопады надолго задерживали поезда, и пассажиры пережидали заносы в вагонах, отапливаемых углём: разговаривали, играли в карты, иногда выпивали. Те, кто торопился, одалживали у местных жителей лыжи. Когда поезд застревал надолго, пассажиров развозили на санях. Паровозы заправлялись водой прямо из речки недалеко от лесничества Юрава.
Имелись также линии Инстербург—Краупичкен, Инстербург—Скайсгиррен и Инстербург—Тремнен.
К 1939 году протяжённость узкоколейных сообщений на севере Пруссии составила 442 км. Самой крупной была Инстербургская узкоколейка общей протяжённостью путей 220 километров.
После 1945 года государственной границей, отделившей Калининградскую область от Польши, единая сеть железных дорог была разрушена, а все узкоколейные и большая часть местных линий — разобраны. Линия Смалининкай—Пагегяй ещё существовала в 1952 году. В Смалининкай осталось старое здание станции. В Германии, недалеко от Бремена, в узкоколейном музее можно увидеть старый локомотив этой УЖД.